# Demi World Tour
A Demi World Tour foi a quinta turnê musical da cantora norte-americana Demi Lovato, sendo a segunda a promover seu quarto álbum de estúdio Demi, sucedendo à The Neon Lights Tour. Foi produzida e promovida pela Live Nation Entertainment e patrocinada pela Tampax. A primeira parte da turnê ocorreu nos Estados Unidos e Canadá entre 6 de setembro e 27 de outubro de 2014, onde Christina Perri e MKTO participaram dos atos de abertura. A segunda parte ocorreu na Europa  junto com o cantor Enrique Iglesias em território inglês.

## Precedentes
Em 28 de maio de 2014, um vídeo foi publicado no canal do YouTube de Demi Lovato com o texto "Amanhã 10:00" ofuscado em um fundo branco, seguido de um link para o site da cantora, enquanto uma multidão gritando podia ser ouvida ao fundo. No dia seguinte, a Demi World Tour foi anunciada juntamente com as datas norte-americanas no site de Lovato, assim como um vídeo promocional em seu canal do YouTube. Christina Perri e o grupo americano MKTO participarão dos atos de abertura alternadamente. Os ingressos para a turnê foram disponibilizados em 6 de junho, com a turnê marcada para começar em 6 de setembro.

## Setlist da Turnê
1. "Really Don't Care"
2. "The Middle"
3. "Fire Starter"
4. "Remember December"
5. "Heart Attack"
6. "My Love Is Like a Star"
7. "Don't Forget"
8. "Catch Me"
9. "Get Back" (Acoustic)
10. "La La Land" (Acoustic)
11. "Let It Go"
12. "Warrior"
13. "Two Pieces"
14. "Thriller" (Cover de Michael Jackson)
15. "Got Dynamite"
16. "Nightingale"
17. "Skyscraper"
18. "Give Your Heart a Break"
19. "Wouldn't Change A Thing"

Encore
1. "Neon Lights"